# Joachim Kunze (Politiker)
Joachim Kunze (* 11. September 1930 in Stollberg; † 4. November 2013) war ein deutscher Politiker (SED) und Oberbürgermeister von Suhl.
Der Sohn eines Tischlers besuchte die Grund- und Oberschule seiner erzgebirgischen Heimatstadt Stollberg, in der er 1950 sein Abitur ablegte. Er begann 1950 ein Studium an der Universität Leipzig, das er nach einem Wechsel an die Hochschule für Ökonomie Berlin von 1951 bis 1954 als Dipl.-Wirtsch. absolvierte. 1954 trat er der SED bei. Von 1954 bis 1959 war er als Referent und Abteilungsleiter beim Rat des Bezirkes Suhl tätig. Es folgte eine Direktion bei der MTS Marisfeld, einer Abteilungsleitung für Landwirtschaft, Erfassung und Forstwesen beim Rat des Bezirkes Suhl. Von 1963 bis 1966 war er Sekretär für Landwirtschaft innerhalb der SED-Kreisleitung Bad Salzungen, anschließend bis 1973 1. Stellvertreter des Vorsitzendes des Rats für landwirtschaftliche Produktion Suhl. Politische Ämter folgten von 1973 bis 1978 als Vorsitzender des Rats des Kreises Bad Salzungen. Als Nachfolger von Herbert Walther war er von 1978 bis zu seinem Rücktritt infolge der Demonstrationen im Rahmen der Wende in der DDR am 15. November 1989 Oberbürgermeister der Bezirksstadt Suhl.
1974 wurde er mit dem Banner der Arbeit geehrt, außerdem war er Träger des Vaterländischen Verdienstordens.